# Jessie J
Jessica Ellen Cornish (født 27. marts 1988 i London), bedre kendt som Jessie J, er en sangerinde og sangskriver fra Storbritannien.
Hun slog igennem med debutsinglen "Do It Like a Dude" i slutningen af 2010, en sang der også opnåede succes på den danske hitliste. Hendes anden single, "Price Tag", der blev lavet sammen med rapperen B.o.B, strøg direkte ind som nummer et på den britiske singlehitliste. Hendes debutalbum, Who You Are, udkom i februar 2011.
Jessie J har tidligere skrevet sange til Justin Timberlake, Alicia Keys og Christina Aguilera, ligesom hun også har været med til at skrive Miley Cyrus' kæmpehit Party in the USA.

## Diskografi
- Who You Are (2011)
- Alive (2013)
- Sweet Talker (2014)
- R.O.S.E. (2018)
- This Christmas Day (2018)